# Prosek metróállomás
Prosek egy metróállomás Prágában a prágai C metró vonalán.

## Szomszédos állomások
A metróállomáshoz az alábbi állomások vannak a legközelebb:
- Letňany (Letňany)
- Střížkov (Háje)

## Átszállási kapcsolatok
| C (Letňany ↔ Háje) |                                                                    |                         |
| Állomás            | Átszállási kapcsolatok                                             | Fontosabb létesítmények |
| Prosek             | 136, 140, 151, 152, 177, 182, 183, 185, 195, 302, 375, 911, 953 58 |                         |